# Katherine Vergara
Katherine Vergara (Chile) También conocida como STEMtivista es una científica, divulgadora y activista social chilena que aboga por la inclusión de más niñas y mujeres en las áreas STEM. Entre otros reconocimientos es la primera mujer chilena en ganar un Abie Award en Estados Unidos por su invención de una microcontrolador para computación física que considera perspectiva de género. Ganó en 2023 el premio L’Oréal-Chile UNESCO “La Mujer y la Ciencia”, en la categoría de doctorado.  

## Estudios
En el año 2007 egreso de la carrera de Diseño Gráfico de la Universidad Santo Tomás, en Antofagasta. 
En el 2011, como becaria de Anid, curso un máster en Ciencias Sociales en la  University College London en el Reino Unido. 
En el año 2013 realizó un diplomado en educación y en el año 2020 ingresó al Doctorado en Ingeniería, área de ciencia de la computación de la Universidad Católica de Chile.
En el año 2022 perfeccionó su conocimiento en Unity y dirección de videojuegos gracias a la Beca Platzi y Women Who Code. 

## Trayectoria
En el 2016 fue fundadora de Peep Tours, App de audioguías comunitarias de mitos y leyendas, con presencia en Chile y Argentina, apoyada por Start Up Chile. Luego trabajo como Project Manager para Latinoamérica del programa de Innovación de la Universidad de Berkeley (IAG) y posteriormente ingreso a Girls in Tech y Fundación Ingeniosas, donde estuvo como directora de proyectos STEM hasta el 2020.
Durante su doctorado en computación, desarrolló una metodología meta-cognitiva para cultivar habilidades como la resiliencia, el coraje y la estrategia mediante el uso de la computación física. Trabajó directamente con niñas en contextos de vulnerabilidad, investigando temas relacionados con sesgos de género y económicos, motivación y autoeficacia. Ha publicado sus investigaciones y realizado charlas en prestigiosas conferencias como ICER (ACM Conference on International Computing Education Research) en Suizay CSEDU (International Conference on Computer-Supported Education) en República Checa y fue charlista destacada en GHC 2022.
En el año 2023 trabajo en la Universidad de Nueva York donde realizó talleres con su metodología meta-cognitiva de computación física y robótica.
Es la fundadora de STEMtivista, una plataforma de divulgación científica y tecnológica que ha sido galardonada por su valioso aporte al explicar cómo la tecnología afecta la vida diaria, especialmente dirigido a niños, niñas y adolescentes. En su rol de divulgadora, imparte talleres sobre robótica, programación, inteligencia artificial y ciudadanía digital, además de dar charlas y participar en medios de comunicación para promover el valor de la diversidad en STEM.
Actualmente es cofundadora y directora del estudio de videojuegos Tónico, y corresponde al 2% de mujeres que son líderes en compañías de videojuegos. 

## Línea de trabajo
Su línea de trabajo es en gestión de la educación STEM, con acentuación en diversidad, inclusión, alfabetización digital y gestión del cambio. Es una divulgadora que busca desarrollar una mirada distinta en niñas, a través de un taller de habilidades metacognitivas, para que por medio de prototipos desarrollen soluciones. 
Sus proyectos tienen como objetivo desarrollar el pensamiento computacional, compartir conocimiento, y propagar la reflexión con una metodología de computación creativa.
A través de su incidencia digital por medio de distintos canales en internet y redes sociales busca cambiar e inspirar a mujeres en las tecnologías. 

“Mi sueño es que logremos reducir la brecha de genero en tecnología por que son carreras altamente competitivas que permiten a niñas y mujeres salir de sus contextos de vulnerabilidad. Ademas son carreras flexibles que permiten compatibilizar la familia y el trabajo siendo una alternativa ideal para las mujeres que lideran hogares monoparentales que en latinoamerica son la mayoría”.
Katherine Vergara

## Reconocimientos y Premios
- Primer lugar Concurso de Arte Inédito del cono sur CRISCOS  “Neruda en Movimiento” 2004.
- Globant Award en la categoría Game Changer 2020. [30]
- Abie Award de Grace Hopper Celebration, en la categoría Student of Vision 2022. [31]
- Science Defender Award de Union of Concerned Scientists in the United States 2022. [15]
- L’Oréal y UNESCO For Women in Science “La Mujer y la Ciencia”, en la categoría de doctorado 2023. [32][33][34]